# Angelo Castelli
Angelo Castelli (Caravaggio, 2 maggio 1928 – Caravaggio, 2 agosto 2017) è stato un politico e avvocato italiano.

## Biografia
Avvocato cassazionista, impegnato in politica con la Democrazia Cristiana. È stato sindaco della città di Caravaggio per 30 anni.
Nel 1968 viene eletto per la prima volta deputato, confermando il proprio seggio alla Camera anche alle elezioni del 1972. Dal dicembre 1974 è presidente del Comitato parlamentare per i procedimenti di accusa.
Alle elezioni del 1976 viene eletto senatore; dal 30 luglio di tale anno è sottosegretario al Ministero delle Partecipazioni statali nel Governo Andreotti III, in carica fino al marzo 1978. Viene confermato senatore alle elezioni del 1979; da ottobre 1980 al giugno 1981 è sottosegretario al Ministero del Lavoro e Previdenza sociale nel Governo Forlani. È rieletto al Senato nel 1983 per un ultimo mandato e conclude la propria esperienza parlamentare nel 1987.
Muore il 2 luglio 2017 all'età di 89 anni.